# تام موریسون
تام موریسون (به انگلیسی: Tom Morrison) یک بازیکن فوتبال اسکاتلندی بود که برای باشگاه فوتبال لیورپول بازی کرد. او در کایلتن، ایرشایر، اسکاتلند متولد شد.